# Полчински, Джозеф
Джозеф Полчински (англ. Joseph Polchinski; 16 мая 1954 — 2 февраля 2018) — американский физик-теоретик, внёсший вклад в развитие по теории суперструн, создатель концепции D-бран.
Член Национальной академии наук США (2005), Американской академии искусств и наук (2002).
Окончил Калифорнийский технологический институт в 1975 году. Докторскую диссертацию защитил в Университете Калифорнии в Беркли в 1980 году под руководством Стэнли Мандельштама. Постдокторантуру проходил в Национальной ускорительной лаборатории SLAC (1980—1982) и Гарвардском университете (1982—1984). С 1984 года — профессор Техасского университета в Остине; в период с 1992 года по 2017 год — профессор Университета Калифорнии в Санта-Барбаре и постоянный член Физико-математического института Калви.
Скончался от опухоли головного мозга.
Награды:
- 2007 — Премия Дэнни Хайнемана в области математической физики совместно с Хуаном Малдасена, «For profound developments in Mathematical Physics that have illuminated interconnections and launched major research areas in Quantum Field Theory, String Theory, and Gravity»[11]
- 2008 — Медаль Дирака совместно с Хуаном Малдасена и Камраном Вафа, «For their fundamental contributions to superstring theory.»[12]
- 2013/14 — Премия «Передовая линия физики», «За вклад в различные области теории поля и теории струн. Его открытие D-бран позволило по-новому взглянуть на теорию суперструн и квантовую гравитацию, что привело к открытию АдС/КТП-соответствия»[13][14]
- 2017 — Премия по фундаментальной физике совместно с Эндрю Строминджером и Камраном Вафа, «For transformative advances in quantum field theory, string theory, and quantum gravity»[15]

## Избранная библиография
- Polchinski, Joseph (1998a), String Theory Vol. I: An Introduction to the Bosonic String, Cambridge University Press, ISBN 0-521-63303-6
- Polchinski, Joseph (1998b), String Theory Vol. II: Superstring Theory and Beyond, Cambridge University Press, ISBN 0-521-63304-4